# Jiske Snoeks
Jiske Snoeks (Haarlem, 19 mei 1978) is een voormalig Nederlands hockeyinternational, en speelde  97 officiële interlands (1 doelpunt) voor de Nederlandse vrouwenploeg.
Haar debuut in Oranje maakte Snoeks op 20 juni 2003 in het zeslandentoernooi te Busan (Zuid-Korea) in de wedstrijd tegen Zuid-Afrika (0-3) Haar positie is op het middenveld, ze speelt er in een dienende rol. Snoeks kwam in de Nederlandse Hoofdklasse uit voor Bloemendaal en sinds de zomer van 2003 voor Amsterdam.  In 2004 nam ze met Nederland deel aan de Olympische Spelen van Athene.

## Erelijst
- Olympische Spelen 2004 te Athene (Gri)
- EK hockey 2005 te Dublin (Ier)
- Champions Trophy 2005 te Canberra (Aus)
- WK hockey 2006 te Madrid (Spa)
- Champions Trophy 2007 te Quilmes (Arg)
- EK hockey 2007 te Manchester (G-Br)

Minke Booij · 
Ageeth Boomgaardt · 
Chantal de Bruijn · 
Mijntje Donners · 
Miek van Geenhuizen · 
Sylvia Karres · 
Lieve van Kessel · 
Fatima Moreira de Melo · 
Eefke Mulder · 
Lisanne de Roever · 
Maartje Scheepstra · 
Janneke Schopman · 
Clarinda Sinnige · 
Minke Smabers · 
Jiske Snoeks · 
Macha van der Vaart ·
Coach: Marc Lammers